# Cagnano Amiterno
Cagnano Amiterno är en ort och kommun i provinsen L'Aquila i regionen Abruzzo i Italien. Kommunen hade 1 236 invånare (2018).